# 토셰 프로에스키 아레나
토셰 프로에스키 아레나(마케도니아어: Национална арена „Тоше Проески“)는 북마케도니아 스코페에 위치한 다목적 경기장이다. 북마케도니아 축구 국가대표팀, FK 바르다르, FK 라보트니치키의 홈 구장으로 사용되고 있다. 수용 인원은 33,460명이다.

## 역사
1947년에 스코페 시립경기장(마케도니아어: Градски стадион Скопје)이라는 이름으로 개장했다. 1977년에는 베톤(Beton) 소속 건축가인 드라간 크르스테프(Dragan Krstev), 토도르카 마프코바(Todorka Mavkova)에 의해 경기장의 남쪽 스탠드 건설 프로젝트가 시작되었다. 1978년에 지금과 같은 모습을 띤 경기장 건설이 시작되었고 1980년에는 경기장의 남쪽 스탠드가 완성되었다.
경기장 재건축 및 확장 계획은 한동안 지연되었다가 2008년 1월에 시작되었으며 2009년 8월에 경기장의 새로운 북쪽 스탠드가 완성되었다. 2009년 8월 2일에는 북마케도니아의 일린덴 봉기 기념일 겸 공화국의 날에 맞춰 새로운 경기장이 개장되었고 경기장 이름 또한 마케도니아 왕국의 필리포스 2세 국왕에서 유래된 이름을 딴 필리포스 2세 아레나(마케도니아어: Арена Филип II)로 바뀌게 된다. 경기장 재건축 과정에서는 20억 데나르 또는 32억 유로가 투입되었다.
2009년 8월 12일에는 북마케도니아 축구 국가대표팀이 이 곳에서 스페인과의 친선 경기를 개최했는데 이는 북마케도니아의 축구 100주년 기념 행사의 일환이었다. 2009년 7월 30일에는 경기장의 남쪽 스탠드 재건축 공사가 시작되었고 2010년 7월 29일에는 FK 라보트니치키가 이 곳에서 리버풀과의 UEFA 유로파리그 3차 예선 홈 경기를 치렀다. 경기장의 새로운 서쪽 및 동쪽 스탠드 건설 작업 또한 시작되었고 2012년 7월 중순에는 새로운 경기장 재건축 공사가 완성되었다. 2012년 7월 25일에는 FK 바르다르가 이 곳에서 FC 바테 보리소프와의 UEFA 챔피언스리그 2차 예선 홈 경기를 치렀다.
2015년 6월 30일에는 유럽 축구 연맹(UEFA)이 필리포스 2세 아레나를 2017년 UEFA 슈퍼컵 경기가 열릴 경기장으로 선정했으며 2017년 8월 8일에는 레알 마드리드와 맨체스터 유나이티드의 UEFA 슈퍼컵 경기가 이 곳에서 진행되었다. 2019년 4월에는 북마케도니아의 대표적인 가수인 토셰 프로에스키를 기념하기 위해 경기장 이름을 토셰 프로에스키 아레나로 변경했다.

## 기록

### 2002년 FIFA 월드컵 유럽 지역 예선
| 날짜            | 팀 1         | 스코어 | 팀 2         | 라운드 |
| --------------- | ------------ | ------ | ------------ | ------ |
| 2000년 10월 6일 | 북마케도니아 | 3 - 0  | 아제르바이잔 | 4조    |
| 2001년 3월 28일 | 북마케도니아 | 1 - 2  | 튀르키예     | 4조    |
| 2001년 6월 2일  | 북마케도니아 | 2 - 2  | 몰도바       | 4조    |
| 2001년 9월 1일  | 북마케도니아 | 1 - 2  | 스웨덴       | 4조    |
| 2001년 10월 7일 | 북마케도니아 | 0 - 5  | 슬로바키아   | 4조    |